# Кристијан Тејлор
Кристијан Тејлор (енгл. Christian Taylor; Фејетвил (Џорџија), 18. јун 1990.) је амерички атлетичар који се такмичио у троскоку и скоку удаљ.
Победио је у троскоку на Светском првенству 2011. Био је члан олимпијског тима Сједињених Држава 2012. када је освојио златну медаљу у троскоку на Играма. у Лондону. Заузео је четврто место на Светском првенству 2013. да би повратио титулу на Светском првенству 2015. Освојио је златну медаљу у троскоку на Олимпијским играма 2016. у Рио де Жанеиру скоком од 17.86 метара. Тејлор је 2017. још једном победио у троскоку на Светском првенству 2017. скоком од 17.68 метара. Дошавши на Светско првенство 2019. у Дохи као бранилац титуле, Тејлор је освојио своју четврту светску титулу у троскоку скоком од 17.92 м.
Тејлор је 2019. године најавио формирање „Атлетске асоцијације“, организације професионалних атлетичара широм света, која би требала да се залаже за права атлетичара независно од Светске Атлетике.

## Каријера

### Одрастање и рана каријера
Рођен у Фајетвилу, Џорџија, од родитеља са Барбадоса, похађао је католичку школу у Тајрону, Џорџија, и тамо је прво научио како да скаче троскок. Поставио је државне рекорде у средњој школи у скоку у даљ, троскоку и трци на 400 метара. Своје прве међународне наступе имао је док је био средњошколац: освојио је златну медаљу у троскоку на Светском првенству за млађе јуниоре 2007. где је још освојио и бронзу у скоку у даљ. Следеће године је био финалиста у обе ове дисциплине на Светском јуниорском првенству 2008.
Тејлор је од 2009. похађао Универзитет Флориде где је тренирао код Рејна Рајдера.

### 2011-2012: Први велики међународни успеси
На Светском првенству 2011. у Даегуу у Јужној Кореји Тејлор је освојио титулу у троскоку са даљином 17.96 м. Био је други иза Вила Клеја и на Првенству САД у дворани и на Светском првенству у дворани 2012. На Олимпијским играма у Лондону, Тејлор је скочио 17.81 м и освојио златну медаљу.

### 2013 Пресељење у Енглеску
Тејлоров тренер Рејна Рајдер је 2012. ангажован од стране Британске атлетике да ради са елитним британским спринтерима и скакачима. Тејлор је пратио Рајдера у Енглеску. Рекао је да је највећи изазов било хладније време (у поређењу са климом на Флориди), али да је уживао да живи у стану у центру Лафбороа.

### Сезона на отвореном 2014. и добри резултати у трчању на 400 метара
Као начин мешања својих тренинга, планирао је да се такмичи у тркама на 400 метара у Сједињеним Државама. Тејлор је једном трчао 400 метара за 45,34 секунде током прве године студија (2009) на Универзитету Флорида. На митингу у Де Мојну Тејлор је трчао 45,17 на 400 метара.

### 2015: Амерички рекорд у троскоку
Тејлор је отворио сезону на Атлетском Супер Гран Прију Катара. Његов скок од 18.04 м у последњем покушају ставио га је на четврто место светске ранг листе свих времена (заједно са Тедијем Тамгом). На истом митингу Педро Пабло Пичардо је скочио 18.06 м. Ово је било прво такмичење у историји на којем су два троскокаша скочила преко 18 метара, па је тада названо "највећим такмичењем у троскоку икада". Две недеље касније, Пичардо је напредовао на 18.08 метара, а у јулу је Тејлор постао други човек у историји који је два пута скочио 18 метара на истом такмичењу. То је било у Лозани где је свој лични рекорд поправио на 18.06 метара.
Тејлор је савладао Пичарда на Светском првенству 2015. у Пекингу. Његов скок од 18.21 м и данас је други најбољи троскок свих времена.

### 2016: Олимпијске игре у Рију
На Олимпијским играма у Рију, Тејлоров први покушај био је 17.86 м. Овај скок је био довољан да надмаши свог тимског колегу Вила Клеја (17,76) и Кинеза Донг Бина (17,58). Овај подвиг учинио је Тејлора првим двоструким светским шампионом у троскоку још од 1976. Рус Виктор Санејев је последњи постигао сличан подвиг, са 4 освојене олимпијске медаље у каријери.

### 2017-2022: Победа у Лондону и залазак каријере
На Светском првенству у Лондону 2017. Тејлор је победио са даљином од 17.68 метара.
Тејлор није учествовао на Олимпијским играма у Токију због повреде Ахилове тетиве.
Таилор је напустио групу која је тренирала у Енглеској код Рејне Рајдера након што су се појавили извјештаји против Рајдера због сексуалног злостављања.

## Међународна такмичења
| Година                          | Такмичење                          | Место                            | Позиција                        | Дисциплина                      | Резултат                        | Белешка                         |
| Представљајући Сједињене Државе | Представљајући Сједињене Државе    | Представљајући Сједињене Државе  | Представљајући Сједињене Државе | Представљајући Сједињене Државе | Представљајући Сједињене Државе | Представљајући Сједињене Државе |
| ------------------------------- | ---------------------------------- | -------------------------------- | ------------------------------- | ------------------------------- | ------------------------------- | ------------------------------- |
| 2007                            | Светско првенство за млађе јуниоре | Острава, Чешка Република         | 3.                              | Скок удаљ                       | 7.29 м                          |                                 |
| 2007                            | Светско првенство за млађе јуниоре | Острава, Чешка Република         | 1.                              | Троскок                         | 15.98 м                         |                                 |
| 2008                            | Светско првенство за јуниоре       | Бидгошч, Пољска                  | 7.                              | Скок удаљ                       | 7.41 м                          |                                 |
| 2008                            | Светско првенство за јуниоре       | Бидгошч, Пољска                  | 8.                              | Троскок                         | 15.61 м                         |                                 |
| 2008                            | Светско првенство за јуниоре       | Бидгошч, Пољска                  | 1. (у полуфиналу)               | 4 × 400 м                       | 3:05.25                         | (Тејлор није трчао у финалу)    |
| 2011                            | Светско првенство                  | Даегу, Јужна Кореја              | 1.                              | Троскок                         | 17.96 м                         |                                 |
| 2012                            | Светско првенство у дворани        | Истанбул, Турска                 | 2.                              | Троскок                         | 17.63 м                         |                                 |
| 2012                            | Олимпијске игре                    | Лондон, Уједињено Краљевство     | 1.                              | Троскок                         | 17.81 м                         |                                 |
| 2013                            | Светско првенство                  | Москва, Русија                   | 4.                              | Троскок                         | 17.20 м                         |                                 |
| 2014                            | Светско првенство у тркама штафета | Насау, Бахаме                    | 1.                              | 4 × 400 м                       | 2:57.25                         |                                 |
| 2015                            | Светско првенство                  | Пекинг, Кина                     | 1.                              | Троскок                         | 18.21 м                         | Амерички рекорд                 |
| 2016                            | Олимпијске игре                    | Рио де Жанеиро, Бразил           | 1.                              | Троскок                         | 17.86 м                         |                                 |
| 2017                            | Светско првенство                  | Лондон, Уједињено Краљевство     | 1.                              | Троскок                         | 17.68 м                         |                                 |
| 2019                            | Светско првенство                  | Доха, Катар                      | 1.                              | Троскок                         | 17.92 м                         |                                 |
| 2022                            | Светско првенство                  | Јуџин, Сједињене Америчке Државе | 18.                             | Троскок                         | 16.48 м                         |                                 |

## Лични рекорди
| Дисциплина                | Даљина (у метрима)    | Место одржавања                     | Датум             |
| ------------------------- | --------------------- | ----------------------------------- | ----------------- |
| Троскок (на отвореном)    | 18.21 Амерички рекорд | Пекинг, Кина                        | 27. август 2015.  |
| Троскок (у дворани)       | 17.63                 | Истанбул, Турска                    | 11. март 2012.    |
| Скок у даљ (на отвореном) | 8.19                  | Ноксвил, Сједињене Америчке Државе  | 15. мај 2010.     |
| Скок у даљ (у дворани)    | 8.02                  | Фејетвил, Сједињене Америчке Државе | 13. фебруар 2009. |

## Лични живот
У априлу 2019. Тејлор се верио за аустријску препонашицу Беате Шрот. 2021. венчали су се у Аустрији.